# James Logan Jones mlajši
James Logan Jones mlajši, ameriški general marincev, * 19. december 1943, Kansas City, Misuri, ZDA.
General Jones (korpus mornariške pehote Združenih držav Amerike) je bivši vrhovni poveljnik zavezniških sil v Evropi in hkrati tudi poveljnik Evropskega poveljstva Združenih držav.

## Življenjepis
Jones se je rodil 19. decembra 1943. Družina se je preselila v Francijo, kjer je preživel vse otroštvo. Vrnil se je v ZDA, kjer se je vpisal na Georgetown University School of Foreign Service, kjer je tudi diplomiral iz znanosti leta 1966.
Januarja 1967 je bil vstopil v KMP ZDA kot poročnik. Po končanem osnovnem šolanju v Marine Corps Base Quantico (Virginija) je bil oktobra 1967 poslan v Vietnam, kjer je služil kot vodni in četni poveljnik čete G, 2. bataljona, 3. marinskega polka. V Vietnamu je bil povišan v nadporočnika.
Po vrnitvi v ZDA decembra 1968 je bil dodeljen v Camp Pendleton (Kalifornija), kjer je opravljal dolžnost četnega poveljnika do maja 1970. Takrat je bil premeščen v Marine Barracks (Washington, DC), kjer je bil poveljnik čete do julija 1973, v tem času je bil povišan v stotnika. Od julija 1973 do junija 1974 je bil študent na Amphibious Warfare School (Quantico, Virginija).
Novembra 1974 je bil premeščen v 3. marinsko divizijo (Okinava), kjer je prav tako opravljal dolžnost poveljnika čete H, 2. bataljona, 9. marinskega polka do decembra 1975.
Od januarja 1976 do avgusta 1979 je služil v Častniški razporeditveni sekciji pri štabu korpusa (Washington, DC); takrat je bil povišan v majorja. Do julija 1984 je nato služil kot častnik za zvezo pri senatu; takrat je bil tudi povišan v podpolkovnika.
Julija 1984 je bil izbran, da se vpiše na National War College (Washington, DC), kjer je junija 1985 tudi diplomiral. Od julija 1985 do julija 1987 je bil poveljnik 3. bataljona 9. marinskega polka 1. marinske divizije (Camp Pendleton, Kalifornija).
Avgusta 1987 se je vrnil v korpusni štab, kjer je deloval kot višji pomočnik komandanta korpusa. Aprila 1988 je bil povišan v polkovnika. Februarja 1989 je prevzel dolžnost vojaškega tajnika komandanta korpusa. Avgusta 1990 je bil premeščen na mesto poveljnika 24. marinske ekspedicijske enote (Camp Lejeune); med poveljevanjem se je udeležil operacije Zagotavljanje pomoči (delovali so v severnem Iraku in Turčiji. 15. julija 1992 je prevzel dolžnost namestnika direktorja oddelka J-3, Evropsko poveljstvo Združenih držav (Stuttgart, Nemčija). Med operacijo Priskrbeti obljubo (Bosna in Hercegovina je bil načelnik štaba Joint Task Force Provide Promise.
Julija 1994 se je vrnil v ZDA, kjer je napredoval v generalmajorja in prevzel poveljstvo 3. marinske divizije (Camp Lejeune). Leta 1996 je opravljal dolžnost direktorja sekcije za ekspedicijsko vojskovanje (N85) pri Pisarni načelniku pomorskih operacij in nato namestnik načelnika Štaba za načrtovanje, politiko in operacije pri štabu korpusa (Washington, DC); julij istega leta je napredoval v generalporočnika.
Nato je postal vojaški asistent sekretarja za obrambo. 21. aprila 1999 je bil nominiran za generala (povišan 30. junija 1999) in za poveljnika Korpusa mornariške pehote Združenih držav Amerike (prevzel dolžnost 1. julija 1999). To dolžnost je opravljal do 16. januarja 2003, ko je postal poveljnik Evropskega poveljstva Združenih držav; naslednji dan je nato prevzel še dolžnost vrhovnega poveljnika zavezniških sil v Evropi.

## Odlikovanja
- Obrambna medalja za izjemno služenje,
- Srebrna zvezda,
- Legija za zasluge s štirimi zlatimi zvezdami,
- Bronasta zvezda z bojnim »V«,
- Trak za bojno akcijo,...

## Napredovanja
- Januar 1967 - poročnik
- Junij 1968 - nadporočnik
- December 1970 - stotnik
- Julij 1977 - major
- September 1982 - podpolkovnik
- April 1988 - polkovnik
- 24. april 1993 - brigadni general
- julij 1994 - generalmajor
- 18. julij 1996 - generalporočnik
- 30. junij 1999 - general (predlagan 21. aprila 1999)